# Jane Freshfield
Jane Freshfield (5 de julio de 1814 - 16 de marzo de 1901) fue una escaladora y escritora británica. Su nombre de nacimiento es Jane Quentin Crawford y publicaba como  "A Lady" o también como Mrs Henry Freshfield. 
Fue una de las primeras mujeres británicas en explorar los Alpes Suizos y alentar a otros a que lo hicieran.

## Biografía
Fue la hija de William Crawford, MP de la ciudad de Londres (1822-1841), quien hizo una fortuna en la Compañía British East India. Su hermano fue Robert Wigram Crawford, también un MP.
En 1840 se casó con Henry Ray Freshfield (1814-1895), tuvieron un hijo Douglas Freshfield (1845-1934) quien fue el editor del Alpine Journal y presidente del Club Alpino. El hijo fue criado inculcándole el respeto por el respeto por la naturaleza y las artes. Desde niño lo llevaron a viajes que incluían el distrito de Lagos en Inglaterra y Escocia.
Desde mediados de la década de 1850, la familia tomaba vacaciones anuales de verano en Suiza, particularmente en los Alpes. En la vejez, su hijo describió las vacaciones que habían tomado juntos:

Creo que, sin ninguna interrupción, durante los siguientes diez años, fui cada agosto a los Alpes con mis padres, y experimenté no solo los viajes fáciles, sino también muchos destinos menos habituales. Recorrimos el Monte Bianco, el Monte Rosa y la Cordillera de Bernina; fuimos a Arolla, a Evolene, a Cogne, a Val Formazza, a los Alpes de Glarus, a Davos, a Livigno y al Vorderrhein. Algunos mapas que dibujé aún muestran nuestros itinerarios anuales. Subimos el Monte Titlis, el Pico Jazzi, el Mittelhorn y algunos otros picos de altura moderada.

Valeria Azzolini escribió sobre ella en "Los diarios de viaje de Freshfield" (I resoconti di viaggio di Freshfield):

Amante de la montaña en el sentido más joven y verdadero, la prisa era desconocida para ella porque no era realmente llegar a la cima lo que la interesaba, sino la cautivación de los paisajes que encontró en el camino y, por lo tanto, las horas que pasó en ese disfrute..
     Además de los miembros de la familia, hubo otro protagonista en las narraciones de la Sra. Freshfield: el guía, Michel Alphonse Couttet. Y seguramente fue en esos años que el joven Freshfield comprendió la importancia, en cada acción de montaña, de la presencia de un buen guía.